# Adriënne Broeckman-Klinkhamer
Adriënne Broeckman-Klinkhamer (* 4. Dezember 1876 in Amsterdam; † 12. April 1976 in Velsen-Zuid) war eine niederländische Malerin und Zeichnerin.

## Leben und Werk
Adriënne Klinkhamer wurde am 4. Dezember 1876 in Amsterdam als Tochter des Immobilienmaklers Johannes Pieter Klinkhamer und Alida Hermina Antonia Eijmer geboren. Sie hatte neun Geschwister und war das siebte Kind der Familie. Die Familie war wohlhabend. Sie lebte bis zu ihrer Heirat im Jahr 1906 an verschiedenen Orten in Haarlem, Amsterdam und Santpoort.
Klinkhamer wurde an der Schule für Angewandte Kunst und der Koninklijke Academie van Beeldende Kunsten in Den Haag ausgebildet, wo sie von Frits Jansen und Philip Zilcken unterrichtet wurde. Zunächst fertigte sie künstlerische Handarbeiten, wie auch ihre vier Jahre ältere Schwester Wilhelmina Francisca, die um 1897 „schöne Handarbeiten“ lehrte. Sie entwarf Stücke für das Textilgeschäft von Margaretha Verweys in Amsterdam und bestickte Kinderhüte, die 1904 auf einer Kunstnaaldwerk-Ausstellung gezeigt wurden.
Sie war Mitglied mehrerer künstlerischer Vereinigungen, wie der Vereeniging van Beeldende Kunstenaars Laren-Blaricum, Kunstenaarsvereniging Sint Lucas, Arti et Amicitiae und Gooische schildersclub 'De Tien'. Sie nahm an Ausstellungen der Vereinigungen teil, wie an der bekannten Ausstellung Onze kunst van heden.
Den drei Jahre älteren Anne Marinus Broeckman (1874–1946), Maler und Sohn eines Amsterdamer Fabrikdirektors, heiratete sie im Alter von 29 Jahren. In der Heiratsurkunde gab sie als Beruf „Künstlermalerin“ an. Mit ihrem Mann zog sie in das Künstlerdorf Laren. Das Paar hatte zwei Töchter. Zunächst fertigte sie farbige Zeichnungen und Radierungen an. In ihrem Werk waren Märchen ein zentrales Thema. Zu Beginn ihrer Karriere arbeitete sie als Illustratorin von Kinderbüchern und -zeitschriften. 1899 illustrierte sie das Büchlein Madeliefjes und 1909 versah sie das Kinderbuch Hansje und seine Freunde mit 29 Federzeichnungen. Auch für Zeitschriften wie „The Woman and Her House“ und „Boon's Illustrated Warehouse“ fertigte sie Illustrationen. Später fertigte sie Stillleben mit Blumen und exotischen Puppen in Aquarell, Gouache und Pastell an.
Ihr Werk wurde überwiegend positiv in Zeitungen und Zeitschriften rezensiert. Der Kritiker H. van Calcar von De Gooi-en Eemlander äußerte sich sehr positiv in einer ausführlichen Rezension aus dem Jahr 1921 über ihr Schaffen. Nach dem Tod ihres Mannes im Jahr 1946 zog Adrienne nach Santpoort. Sie blieb als Künstlerin aktiv und arbeitete noch im Alter von 89 Jahren, wie eine Einzelausstellung im Jahr 1966 belegt.
Am 12. April 1976 starb Adrienne Broeckman-Klinkhamer im Alter von 99 Jahren. Ihre Arbeiten befinden sich in der Sammlung des Drents Museum und erscheinen gelegentlich auf Auktionen.